# 里奧韋爾德迪馬托格羅索

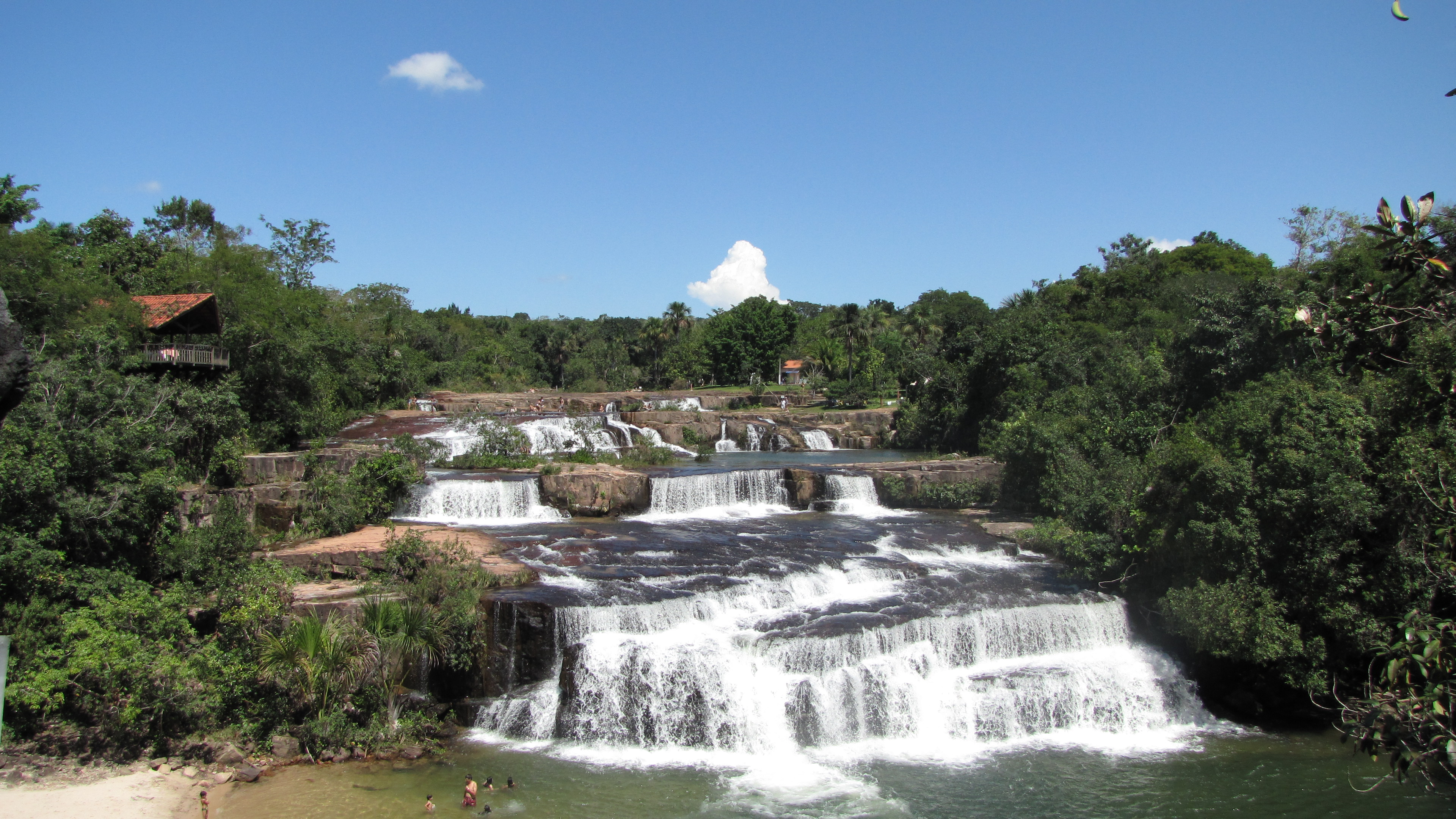
里奧韋爾德迪馬托格羅索

18°55′04″S 54°50′38″W / 18.91778°S 54.84389°W
里奧韋爾德（葡萄牙語：Rio Verde de Mato Grosso），是巴西的城鎮，位於該國西部，由南馬托格羅索州負責管轄，始建於1953年12月16日，面積8,154平方公里，海拔高度330米，2010年人口18,890，人口密度每平方公里2.32人。